# Блатен здравец
Блатният здравец (Geranium palustre) е многогодишно растение от рода Здравец.

## Разпространение
Расте в Европа и Азия. В България е защитен вид. Среща се предимно в блатисти места и мочурливи ливади, край горски пътища.

## Описание
Достига на височина между 30 и 70 cm. Цъфти през юни и юли с пурпурни цветове. Семената му узряват през август.
Надземните му части се използват при колики, дизентерия, ревматизъм, подагра.